# سینما قدس (ورامین)
سینما قدس سینمایی در شهر ورامین است که در زمان حکومت پهلوی و در سال ۱۳۴۷ تأسیس شد.

## تعطیلی دوساله
این سینما به دلیل شکایت مالک آن و درخواست تغییر کاربری به مدت دو سال تعطیل بود. به‌دلیل مخالفت با تغییر کاربری، مالک ساختمان سینما را به بخش خصوصی واگذار کرد و سینما در مرداد ۱۳۹۱ بازگشایی شد.